# Zec Normandie
Pour les articles homonymes, voir Normandie (homonymie).
La zec Normandie est une zone d'exploitation contrôlée (zec) située dans le territoire non organisé du Lac-Bazinet, dans la municipalité régionale de comté (MRC) Antoine-Labelle, dans la région administrative des Laurentides, au Québec, au Canada.

## Géographie
Située à l'extrême nord de la région des Laurendides, le territoire de la zec Normandie comporte une superficie de 1 018 km2. La limite Est de la zec est à environ 70 km au nord-ouest de Saint-Michel-des-Saints. Plus de 175 lacs ont été répertoriés dans ce vaste territoire dont le lac Némiscachingue couvrant 17 km2 s'avère le plus important.
En sommaire, les limites de la zec sont définies ainsi:
- du côté ouest, la zec Mitchinamecus (délimitée en partie par la rivière Pin Rouge (partie nord de la zec)) et plus ou moins la rivière Mitchinamecus (pour un segment de la partie sud-ouest de la zec). Note: le chemin Parent (sens nord-sud) longe le parcours de la rivière Pin Rouge;
- du côté nord par le chemin de Parent,
- du côté Est par une série de lacs: Nemiscachingue, Badajoz, Gooseneck, en descendant vers le sud jusqu'à la limite de la zec Mazana.
- du côté sud-est: la zec Mazana.

Trajet pour atteindre le poste d'accueil Maclean: emprunter la route 309 via Mont Saint-Michel; prendre le chemin de Parent (Québec) jusqu'au km 52.
La zec Normandie offre des sites de camping sur son territoire pour de courts séjours sur les rives des lacs Parent, Orthès et de la Table. Un restaurant-dépanneur avec essence est situé au km 85 en face du camping ouest du lac Parent. La zec offre aussi des chalets en location, situés au Lac Parent et Némis.
La cueillette de petits fruits sauvages est fort populaire dans la zec au milieu de la saison estivale: fraises, framboises, bleuets, champignons sauvages comestibles...

## Histoire
Le territoire de la zec Normandie comporte beaucoup de vestiges de l'histoire de la foresterie au nord de Mont-Laurier. Les vestiges du Vieux Red Pine, ensemble de constructions ayant servi de quartier général aux garde-feu, sont encore visibles sur les rives de la rivière du Lièvre. Cette rivière prend sa source sur le territoire de la zec. Le travail de surveillance du territoire forestier par les garde-feu était primordial pour la sécurité des usagers de la forêt et la protection du bois.
Durant la longue période de drave, la rivière du Lièvre a connu de nombreuses tragédies de noyades ou autres accidents impliquant des draveurs dont au Rapide de la Scie Ronde et à la Chute à Sinaï. L'ouvrage historique "Les pionniers de la Lièvre", relate l'histoire de la foresterie sur la Haute Lièvre, soit le territoire de la zec.
Les amateurs de plein air peuvent faire une randonnée pédestre avec interprétation de la drave sur le Sentier des Draveurs longeant la rivière du Lièvre, ses rapides et ses chutes.

## Chasse et pêche
La zec abrite de nombreuses espèces de la faune terrestre notamment: ours, orignal, vison d'Amérique, loutre de rivière, martre, castor, porc-épic et lynx du Canada. 
Sur le territoire de la zec, la chasse est contingentée selon les périodes de l'année, le type d'engin de chasse, les secteurs, le sexe des bêtes (orignaux) pour les espèces suivantes : orignal, ours noir, gélinotte, tétras, lièvre et bécasse.
Les poissons foisonnent dans les plans d'eau du territoire. La pêche est contingentée pour les espèces suivantes : omble de fontaine, touladi, perchaude, brochet et doré.

## Toponymie
L'appellation de la zec est directement tire son origine du lac Normandie, lequel est formé par un élargissement de la rivière du Pin Rouge. Cette dernière coule juste à l'extérieur de sa limite ouest, dans la zec Mitchinamecus. Une carte régionale de 1930 fait référence au Lac Normandie. Le toponyme rappelle une ancienne province de France d'où sont originaires bon nombre de Canadiens français et où beaucoup de soldats canadiens ont combattu lors des deux grandes guerres mondiales.
Le toponyme "Zec Normandie" a été officialisé le 5 août 1982 à la Banque des noms de lieux de la Commission de toponymie du Québec.